# Fontaine-les-Bassets
Fontaine-les-Bassets là một xã thuộc tỉnh Orne vùng Normandie tây bắc nước nước Pháp. Xã này nằm ở khu vực có độ cao trung bình 81 mét trên mực nước biển.